# The Wicker Man
A The Wicker Man az Iron Maiden brit heavy metal együttes 2000-es Brave New World albumának első kislemezen kiadott dala. Tizenegy év után a The Wicker Man volt az első hivatalos Iron Maiden-kiadvány az együttesbe visszatért Bruce Dickinson énekessel és Adrian Smith gitárossal. A kislemez a brit slágerlistán a 9. helyet szerezte meg, a dalt Grammy-díjra jelölték.

## Története

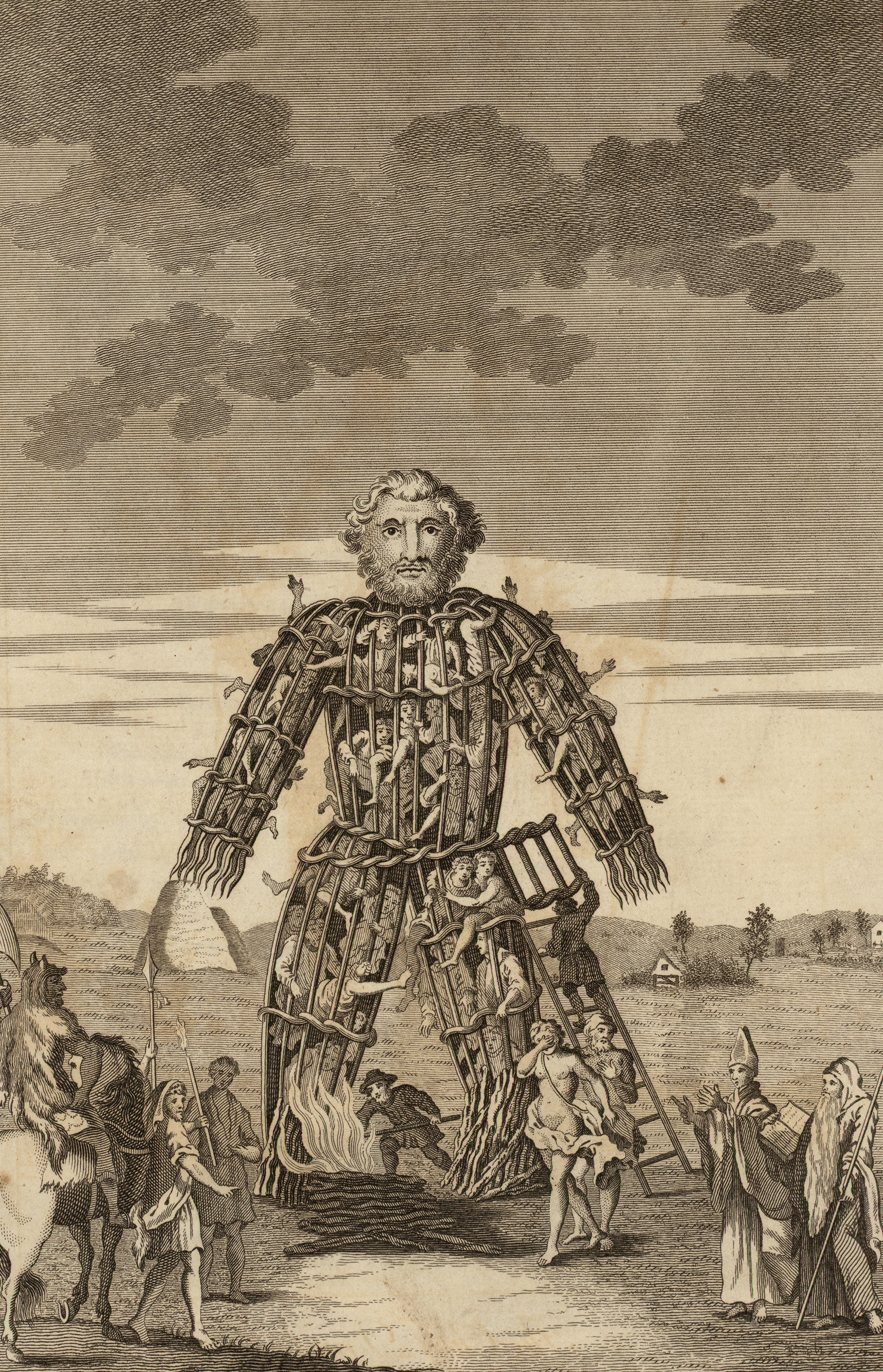
Illusztráció a 18. századból

Az 1999 júliusában Észak-Amerikában elindult Ed Hunter Tour elnevezésű turnén tért vissza az Iron Maiden soraiba az 1993-ban kivált Bruce Dickinson énekes és az 1989-ben kilépett Adrian Smith gitáros. Az együttes felállása ezzel jelentősen megváltozott, hiszen egyedül Blaze Bayley énekes távozott, a korábban Smith helyére érkezett Janick Gers viszont továbbra is az Iron Maiden tagja maradt, így három gitárossal működött tovább a zenekar. Az Iron Maiden új albumának dalait a turné után rögzítették Párizsban. A nagylemezről elsőként a The Wicker Man dalt adták ki. A szokásoktól eltérően a kislemez borítójára nem egy Eddie-grafika, hanem egy zenekari fotó került. A kezében égő fáklyát tartó Bruce Dickinson és a mögötte felsorakozó zenekari tagok képe, a címadó dal történetére utal.
A vesszőből font ember (wicker man) egyfajta szobor vagy bábu volt, amit az ókorban a kelta druidák áldozatként az isteneik előtt jelképesen elégettek. Julius Caesar szerint a kelták bűnösöket zártak ebbe a vesszőből font testbe és élve elégették áldozataikat. Az 1973-ban bemutatott The Wicker Man című brit misztikus horrorfilm is ezt a történetet dolgozza fel a modern korba helyezve. A The Wicker Man dalhoz készült videóklipben az Iron Maiden megidézi ezt a ceremóniát, és egy több méter magas bábut égetnek el.
A The Wicker Man kislemezt 2000. május 8-án adta ki az EMI, három héttel a Brave New World album megjelenése előtt. A kislemez négy hétig szerepelt a brit slágerlistán, és legmagasabb pozíciója a 9. hely volt, ami jobb, mint korábban bármely Blaze Bayley-korszakos kislemez helyezése. A kislemez különböző változatain a címadó dal mellett koncertfelvételek hallhatóak, melyeket az Ed Hunter Tour során rögzítettek. Köztük két olyan dalt (Man on the Edge és Futureal), amit eredetileg Blaze Bayley énekelt lemezre, de itt Bruce Dickinson előadásában szólalnak meg.
2001-ben a The Wicker Man dalt Grammy-díjra jelölték a Best Metal Performance kategóriában, de alul maradt a Deftones Elite című dalával szemben.

## Számlista
12" kislemez
1. The Wicker Man (Adrian Smith, Steve Harris, Bruce Dickinson) – 4:35
2. Powerslave (live, Ed Hunter Tour, 1999) (Dickinson) – 7:11
3. Killers (live, Ed Hunter Tour, 1999) (Harris, Paul Di’Anno) – 4:28

CD Maxi-Single
1. The Wicker Man (Smith, Harris, Dickinson) – 4:35
2. Futureal (live, Ed Hunter Tour, 1999) (Harris, Blaze Bayley) – 2:58
3. Man on the Edge (live, Ed Hunter Tour, 1999) (Bayley, Janick Gers) – 4:37

- Video: The Wicker Man

Box Set – CD 1
1. The Wicker Man (Smith, Harris, Dickinson) – 4:35
2. Man on the Edge (live, Ed Hunter Tour, 1999) (Bayley, Gers) – 4:37
3. Powerslave (live, Ed Hunter Tour, 1999) (Dickinson) – 7:11

- Video: The Wicker Man

Box Set – CD 2
1. The Wicker Man (Smith, Harris, Dickinson) – 4:35
2. Futureal (live, Ed Hunter Tour, 1999) (Harris, Bayley) – 2:58
3. Killers (live, Ed Hunter Tour, 1999) (Harris, Di’Anno) – 4:28

- Video: Futureal

## Közreműködők
- Bruce Dickinson – ének
- Dave Murray – gitár
- Adrian Smith – gitár
- Janick Gers – gitár
- Steve Harris – basszusgitár, billentyűsök
- Nicko McBrain – dobok

## Slágerlistás helyezések
| Slágerlista (2000)                    | Legjobb helyezés |
| ------------------------------------- | ---------------- |
| Kanada (Nielsen SoundScan)            | 4                |
| Finnország (Singlet Top 20)           | 11               |
| Franciaország (Single Top 100)        | 39               |
| Németország (Media Control Charts)    | 38               |
| Görögország (IFPI)                    | 1                |
| Írország (IRMA)                       | 35               |
| Olaszország (FIMI)                    | 3                |
| Hollandia (Single Top 100)            | 45               |
| Norvégia (VG-lista)                   | 9                |
| Skócia (Scottish Singles Top 40)      | 9                |
| Spanyolország (PROMUSICAE)            | 5                |
| Svédország (Sverigetopplistan)        | 5                |
| Svájc (Schweizer Hitparade)           | 83               |
| Egyesült Királyság (UK Singles Chart) | 9                |
| Egyesült Királyság (UK Rock Chart)    | 1                |
| US Mainstream Rock (Billboard)        | 19               |